# Piège dans l'espace
Pour plus de détails, voir Fiche technique et Distribution.
Piège dans l’espace (Velocity Trap) est un film de science-fiction américain réalisé par Phillip J. Roth, sorti en 1997.

## Synopsis
Un policier en disgrâce doit escorter des millions de dollars dans l’Espace. Il est le seul à ne pas dormir. Mais un astéroïde est sur la route. Une équipe de voleurs détourne le vaisseau...

## Fiche technique
- Titre français : Piège dans l’espace
- Titre original : Velocity Trap
- Réalisation : Phillip J. Roth
- Scénario : Phillip J. Roth & Patrick Phillips
- Producteurs : James Hollensteiner, Tom Niedermeyer & Richard Smith
- Écriture : Patrick Phillips & Phillip Toth
- Pays :  États-Unis
- Langue : anglais
- Genre : Science-fiction
- Durée : 93 minutes
- Sortie : 1997

## Distribution
- Olivier Gruner : ED Officer Raymond Stokes
- Alicia Coppola : Beth Sheffield, FED 397 Navigator
- Jorja Fox : Alice Pallas
- Ken Olandt : Nick Simmons, Endeavor’s Commander
- Bruce Weitz : Capt. « Turd » Fenner, FED 397 aka Atlantis
- Jaason Simmons : Simms, Endeavor Crew
- Victor Love : Fallout, Endeavor Crew
- Yannick Bisson : Franklin J. Robinson, ED Officer (as Yannock Bisson)
- Craig Wasson : John Dawson, RMC Corp
- Anna Karin : Dana, Dawson’s Contract Wife
- James C. Burns : Hilyard, Dawson Henchman
- Tom Ardavany : Dunn, Dawson Henchman
- Harry Wowchuk : Samuel Nelson, Chief of Security
- Kathleen Lambert : The Assassin / Computer (voice) (as Kathy Lambert)
- Lauren Lewis : Apple Girl selling one to Stokes
- Brenda E. Mathers : News Anchor
- Jeff Recker : Atlantic Securtiy Guard
- Moosie Drier : ED Officer
- Jennifer Sabih : Discovery Bank Spokesperson
- Natasha Roth : Colony Girl
- Aaron Roth : News Baby
- Rick Asemo : Killer with Bomb
- Gerald Henderson : Trooper